# 木曽節

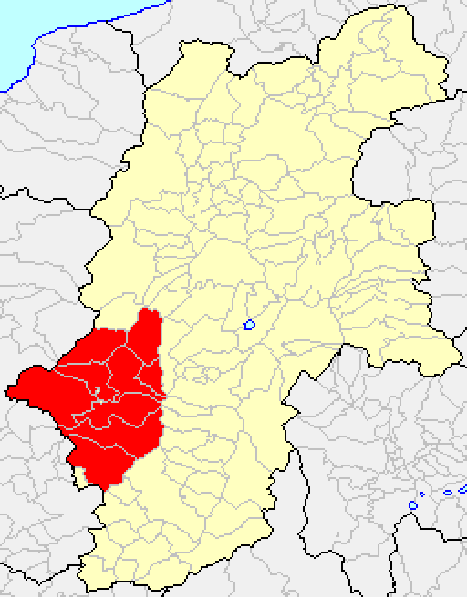
長野県（黄色の部分）における木曽地域の位置（赤色の部分）

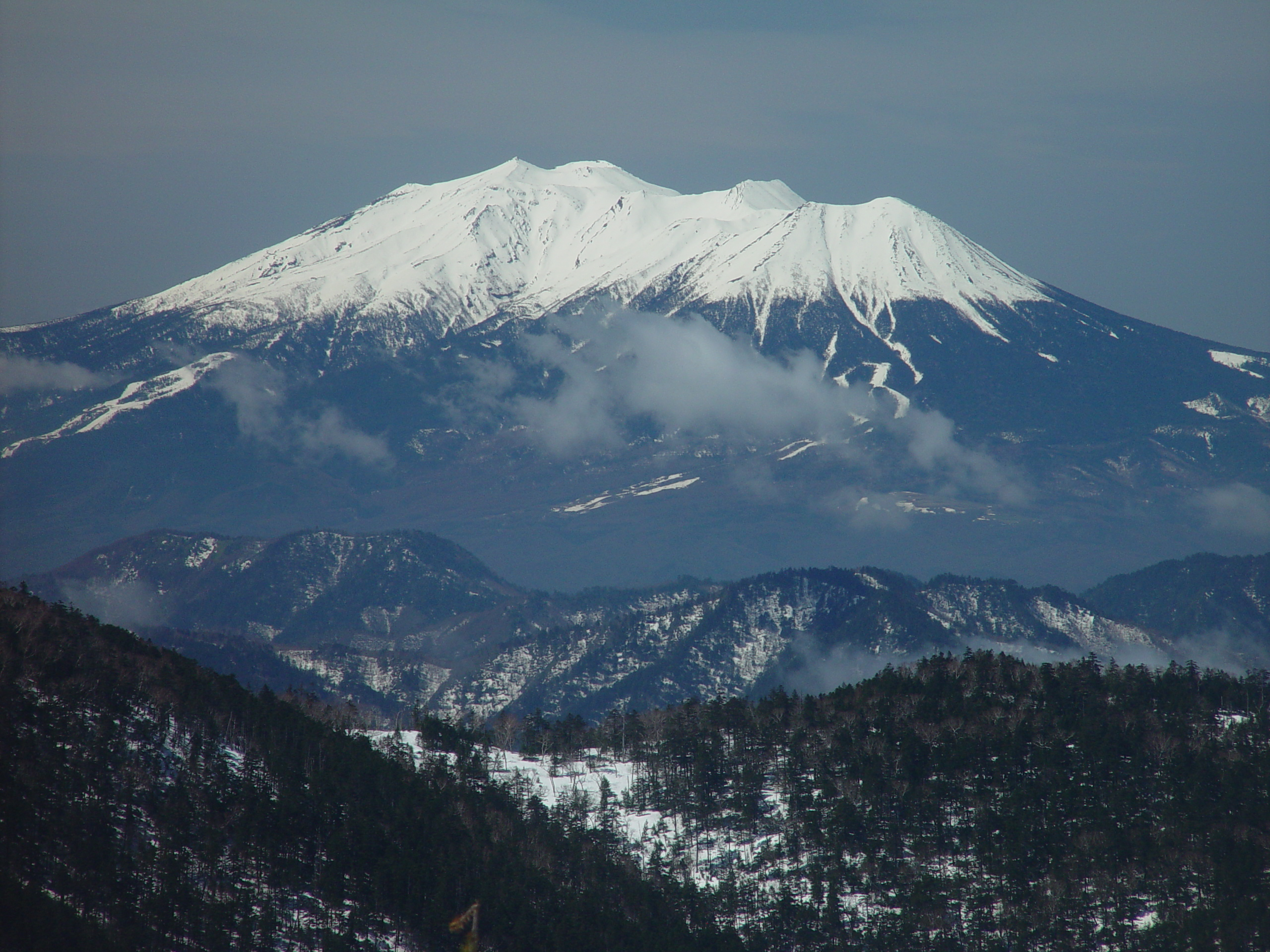
御嶽山

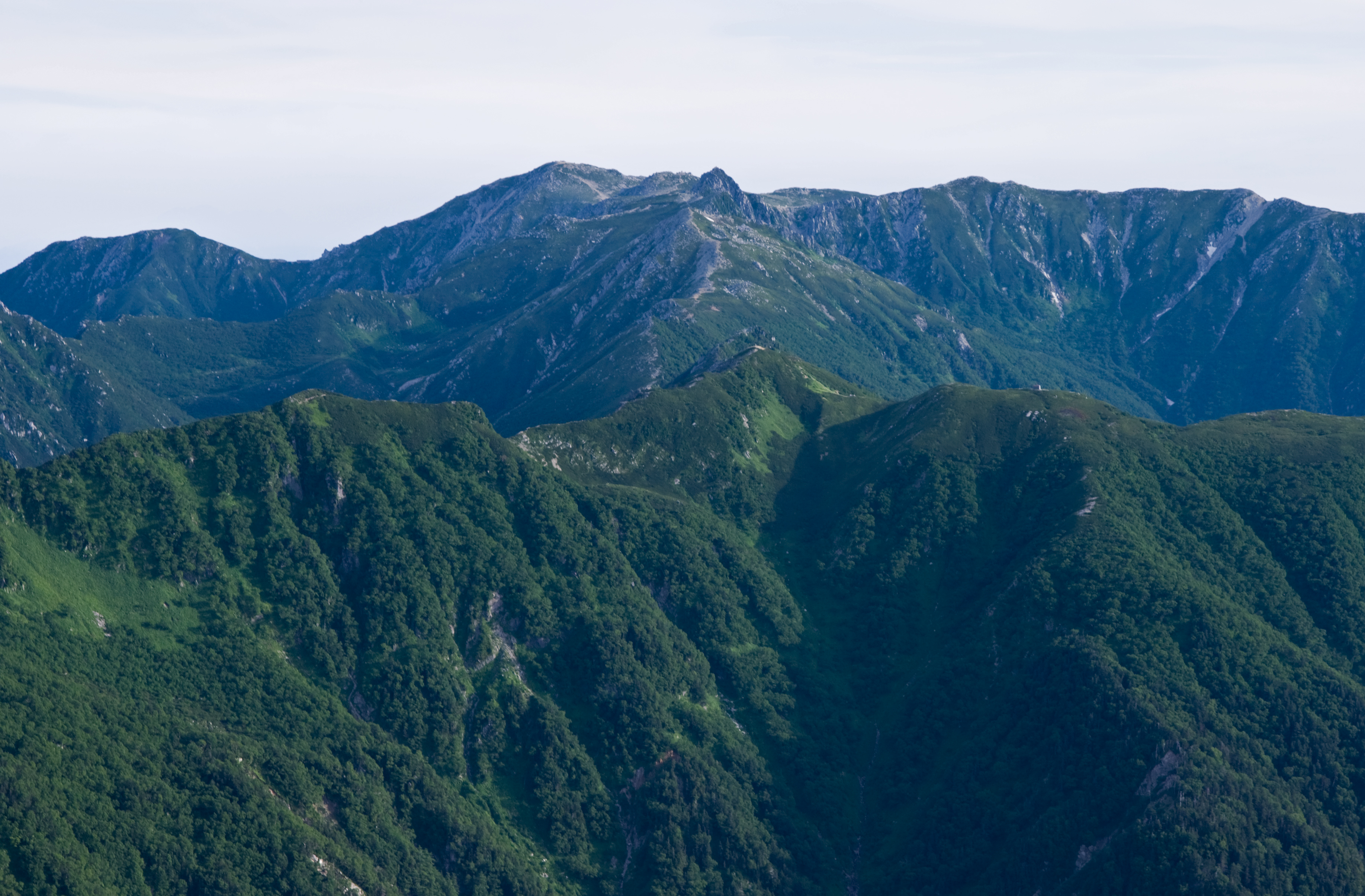
木曽駒ヶ岳

木曽節（きそぶし）は、長野県木曽地域の民謡である。

## 概要
木曽地域に近世から伝わる民謡で、木曽の材木を河川に流して運ぶ「川流し」をモチーフに、木曽川や周囲の山々と人情を歌い上げている。
歌詞中の「中乗りさん」（なかのりさん）は諸説あるが、材木を筏に組んで木曽川を下り運搬する人たちで、先頭を「舳乗り」（へのり）、後ろを「艫乗り」（とものり）、真ん中を「中乗り」といったというのが一般的である。また、歌詞中に「木曽五木」（江戸時代に尾張藩から伐採が禁止された木曽谷の五木、ヒノキ・アスナロ・コウヤマキ・ネズコ（クロベ）・サワラの五種類の常緑針葉樹林）が歌いこまれている。「木曽の御岳さん」は木曽地域の最高峰（標高3,067メートル）である大きな山容の御嶽山である。
木曽節と木曽踊りはいまでは日本全国に知られているが、これには大正から昭和戦前にかけて福島町（のち木曽福島町を経て現・木曽町）の町長を務めた伊東淳（いとう すなお、1876年 - 1942年）の尽力が大きかったといわれている。伊東は木曽の旧・福島村生まれで、地元自治体吏員から後に福島町長に就任、12年間在職した。観光客誘致・地元振興の手段として早くから木曽節に着目、自ら歌い、踊りも指導して、木曽節と木曽踊りを広く紹介した。『木曽のなかのりさん』（1917年）という冊子も発行、1925年には地元酒蔵・中善酒造店に薦めて酒の銘柄を「中乗さん」と改めさせるなどあらゆるPRに努め、「なかのりさん町長」と呼ばれた。
昭和に入ると、木曽節はラジオやレコード等の新メディアで一般に普及するに至り、全国的な知名度を得た。木曽福島駅前には功績を称えて伊東の銅像が立っている。

## 歌詞
民謡なのでさまざまな歌詞があるが、次のものが一般的だといわれている。
木曽のナー　中乗りさん

木曽の御岳（おんたけ）さんは　ナンジャラホーイ

夏でも寒い　ヨイヨイヨイ

合唱：ハー　ヨイヨイヨイノ　ヨイヨイヨイ

※木曽町木曽踊保存会の歌詞は「木曽の御嶽」で、「さん」はつかない。

袷ょ（あわしょ）ナー　中乗りさん

あわしょやりたや　ナンジャラホーイ

足袋もそえて　ヨイヨイヨイ

合唱：ハー　ヨイヨイヨイノ　ヨイヨイヨイ

人はナー　中乗りさん

人は見目（みめ）より　ナンジャラホーイ

ただ心　ヨイヨイヨイ

合唱：ハー　ヨイヨイヨイノ　ヨイヨイヨイ

心ナー　中乗りさん

心細いよ　ナンジャラホーイ

木曽路の旅は　ヨイヨイヨイ

合唱：ハー　ヨイヨイヨイノ　ヨイヨイヨイイ

笠にナー　中乗りさん

笠に木の葉が　ナンジャラホーイ

舞いかかるよ　ヨイヨイヨイ

合唱：ハー　ヨイヨイヨイノ　ヨイヨイヨイ

木曽のナー　中乗りさん

木曽の名木　ナンジャラホーイ

ヒノキにサワラ　　ヨイヨイヨイ

合唱：ハー　ヨイヨイヨイノ　ヨイヨイヨイ

ネズコにー　中乗りさん

ネズにアスヒに　ナンジャラホーイ

コウヤマキ　ヨイヨイヨイ

合唱：ハー　ヨイヨイヨイノ　ヨイヨイヨイ

## みんなのうた
NHKの『みんなのうた』で、1963年8月に紹介された。編曲は宮川泰、歌はザ・ピーナッツ、映像は横山隆一主催のアニメプロ「おとぎプロダクション」製作によるアニメだった。
『みんなのうた』での放送後、視聴者からの楽譜の希望が多かった曲の一つである。